# (1701) Okavango
Pour les articles homonymes, voir Okavango (homonymie).
(1701) Okavango est un astéroïde de la ceinture principale.

## Description
(1701) Okavango est un astéroïde de la ceinture principale. Il fut découvert le 6 juillet 1953 à Johannesbourg par Joseph Churms. Il présente une orbite caractérisée par un demi-grand axe de 3,16 UA, une excentricité de 0,19 et une inclinaison de 16,3° par rapport à l'écliptique.

## Compléments